# Dead Is Dead
"Dead is Dead" es el duodécimo episodio de la quinta temporada de la serie de televisión Lost, de la cadena ABC. Fue escrito por los productores ejecutivos Brian K. Vaughan y Elizabeth Sarnoff y fue dirigido por Stephen Williams. Fue emitido el 8 de abril de 2009 en Estados Unidos y Canadá.

## Trama
En 1977 el niño Ben se recupera en el campamento de Los Otros bajo el cuidado de Richard, cuando llega un hombre a caballo que pregunta por qué han llevado al templo y salvado a uno de "los extraños". Richard le contesta que Jacob lo ha ordenado, porque la isla así lo quiere. El hombre va entonces a ver al niño, quien se inquieta porque no quiere regresar a las barracas con su padre. El hombre le dice que recuerde siempre que iba a morir pero la isla lo salvó y luego agrega que su nombre es Charles Widmore.
En 2007, tras recuperar el conocimiento, Ben trata de convencer a Locke, que sabía que Locke resucitaría al volver su cuerpo a la isla y al preguntarle éste por qué entonces se sorprendió al verlo, Ben responde que "una cosa es tener que creer y otra tener que ver". Ben confiesa que rompió las reglas de la isla y volvió para ser juzgado por el Monstruo de Humo. Locke decide entonces acompañarlo a la isla principal. Antes de salir, Ben observa una fotografía de su hija adoptiva Alex que estaba en la estación La Hidra. Ben logra engañar a Caesar y le roba la escopeta que él a su vez había robado de la estación. Cuando Ben y Locke van a abordar una canoa para ir a la isla principal, 
Caesar trata de detenerlo, pero Ben le dispara en el pecho y lo mata.
Tras arribar a la isla principal, encuentran en la casa de Ben a Sun y  a Frank Lapidus. Sun les muestra la fotografía de Dharma en 1977, en que se ven Jack, Kate y Hugo y les cuenta que se las entregó "alguien llamado Christian quien le informó que sería Locke quien la ayudaría a encontrar a su esposo que está en el pasado. Por temor a Ben y extrañado por la resurrección de Locke, Frank decide regresar a la isla menor, donde es atacado por  Ilana, quien le preguntó sin obtener respuesta "¿Qué yace debajo de la estatua?". Ilana dice a otros sobrevivientes del Ajira 316 que "llegó el momento".
Mientras, Ben, Locke y Sun van a buscar al Monstruo de Humo al templo de Los Otros, donde Ben fue curado de niño. Una vez dentro, Ben se separa y aparece el humo, Ben observa imágenes de su pasado con Alex y luego ella le dice que sí es culpable de su muerte pero que seguirá vivo pero solamente para obedecer a todo lo que Locke le ordene. Ben acepta.

## Flashbacks
En 1988 Ben va a cumplir la orden de matar a Danielle Rousseau pero al encontrarla con la bebé Alex, la toma para sí y deja vivir a Danielle con la condición de que se aleje. Charles Widmore que por entonces era el jefe de Ben, lo increpa por haber traído el bebé y pretende que mate la niña, lo que Ben no obedece. Tiempo después, Charles Widmore es desterrado de la isla y antes de salir en un submarino, Ben afirma que Widmore tuvo una hija con una "extranjera" y Charles asegura que llegará el día en que Ben también sea desterrado por no haber matado a Alex. 
Antes de regresar a la isla Ben va a matar a Penny pero se topa en un muelle con Desmond a quien le dispara. Cuando llega a disparar a Penny en el yate en que ella reside, Ben se da cuenta de que tiene un hijo y baja el arma. Desmond herido lo derriba y lo golpea fuertemente y Ben cae al agua.